# Eressa stenothyris
Eressa stenothyris là một loài bướm đêm thuộc phân họ Arctiinae, họ Erebidae.